# Lista de títulos do Futbol Club Barcelona
Esta é uma relação de conquistas no futebol do Futbol Club Barcelona.

## Títulos oficiais
| MUNDIAIS     | MUNDIAIS                        | MUNDIAIS | MUNDIAIS |
|              | Competição                      | Títulos  | Temporadas |
| ------------ | ------------------------------- | -------- | --- |
|              | Copa do Mundo de Clubes da FIFA | 30       | 2009, 2011 e 2015 |
| CONTINENTAIS |                                 |          | |
|              | Competição                      | Títulos  | Temporadas |
|              | Liga dos Campeões da UEFA       | 31       | 1991–92, 2005–06, 2008–09, 2010–11 e 2014–15 |
|              | Recopa Europeia da UEFA         | 37       | 1978–79, 1981–82, 1988–89 e 1996–97 |
|              | Supercopa da UEFA               | 31       | 1992, 1997, 2009, 2011 e 2015 |
|              | Taça das Cidades com Feiras     | 38       | 1955–58, 1958–60 e 1965–66 |
|              | Copa Latina                     | 39       | 1949 e 1952 |
| NACIONAIS    |                                 |          | |
|              | Competição                      | Títulos  | Temporadas |
|              | Campeonato Espanhol             | 88       | 1928–29, 1944–45, 1947–48, 1948–49, 1951–52, 1952–53, 1958–59, 1959–60, 1973–74, 1984–85, 1990–91, 1991–92, 1992–93, 1993–94, 1997–98, 1998–99, 2004–05, 2005–06, 2008–09, 2009–10, 2010–11, 2012–13, 2014–15, 2015–16, 2017–18, 2018–19, 2022-23 e 2024–25 |
|              | Copa do Rei                     | 82       | 1910, 1912, 1913, 1920, 1922, 1925, 1926, 1928, 1942, 1951, 1952, 1952–53, 1957, 1958–59, 1962–63, 1967–68, 1970–71, 1977–78, 1980–81, 1982–83, 1987–88, 1989–90, 1996–97, 1997–98, 2008–09, 2011–12, 2014–15, 2015–16, 2016–17, 2017–18, 2020–21 e 2024–25 |
|              | Supercopa da Espanha            | 68       | 1983, 1991, 1992, 1994, 1996, 2005, 2006, 2009, 2010, 2011, 2013, 2016 2018, 2022–23 e 2024–25 |
|              | Copa da Liga Espanhola          | 65       | 1982–83 e 1985–86 |
|              | Copa Eva Duarte                 | 62       | 1949, 1952 e 1953 |
|              | Títulos oficiais                | 571      | 30 Mundiais, 176 Continentais e 365 Nacionais |
| REGIONAIS    |                                 |          | |
|              | Competição                      | Títulos  | Temporadas |
|              | Campeonato Catalão              | 72       | 1902, 1903, 1905, 1909, 1910, 1911, 1913, 1916, 1919, 1920, 1921, 1922, 1924, 1925, 1926, 1927, 1928, 1930, 1931, 1932, 1935, 1936 e 1938 |
|              | Liga Catalã de Futebol          | 70       | 1937–38 |
|              | Liga do Mediterrâneo            | 71       | 1936–37 |
|              | Copa da Catalunha               | 69       | 1991, 1993, 2000, 2004, 2005, 2007, 2013 e 2014 |
|              | Supercopa da Catalunha          | 73       | 2014 e 2017 |
|              | Títulos oficiais                | 926      | 30 Mundiais, 176 Continentais, 365 Nacionais, 355 Regionais |

Legenda
 Campeão invicto

## Títulos amistosos
| INTERNACIONAIS | INTERNACIONAIS                     | INTERNACIONAIS | INTERNACIONAIS |
|                | Competição                         | Títulos        | Temporadas |
| -------------- | ---------------------------------- | -------------- | --- |
| Alemanha       | Copa Audi                          | 1              | 2011 |
| Venezuela      | Pequena Taça do Mundo              | 1              | 1957 |
|                | Copa dos Pirenéus                  | 4              | 1909–10, 1910–11, 1911–12 e 1912–13 |
| Estados Unidos | International Champions Cup        | 1              | 2017 |
| Japão          | Rakuten Cup                        | 1              | 2019 |
| África do Sul  | Mandela Centenary Cup              | 1              | 2018 |
| Marrocos       | Troféu Mohamed V                   | 1              | 1969 |
| Alemanha       | Copa Beckenbauer                   | 1              | 2007 |
| Itália         | Memorial Artemio Franchi           | 1              | 2008 |
| França         | Torneio de Paris de Futebol        | 1              | 2012 |
| Andorra        | Troféu Valls d'Andorra             | 1              | 1962 |
| Países Baixos  | Torneio de Amsterdã                | 1              | 2000 |
| Japão          | Copa Cidade de Saitama             | 1              | 2005 |
| Suécia         | Troféu SuperMatchen                | 1              | 2012 |
| Tailândia      | Chang Champions Cup                | 1              | 2013 |
| Malásia        | CIMB Challenge Cup                 | 1              | 2013 |
| Argélia        | Torneio de Alger                   | 1              | 1932 |
| Portugal       | Copa Aniversário S.L. Benfica      | 1              | 1933 |
| Estados Unidos | Torneio de Nova Iorque             | 1              | 1937 |
| Estados Unidos | Torneio Cosmos Nova Iorque         | 1              | 1969 |
| Catar          | Qatar Airways Cup                  | 1              | 2016 |
| NACIONAIS      |                                    |                | |
|                | Competição                         | Títulos        | Temporadas |
| Espanha        | Troféu Teresa Herrera              | 5              | 1948, 1951, 1972, 1990, 1993 |
| Espanha        | Troféu Cidade de Palma de Mallorca | 5              | 1969, 1974, 1976, 1980, 1981 |
| Espanha        | Torneio Cidade de La Linea         | 3              | 1985, 1991, 1995 |
| Espanha        | Troféu Balompédica Linense         | 1              | 2000 |
| Espanha        | Troféu Festa de Elche              | 3              | 1970, 1989, 2003 |
| Espanha        | Troféu Ramón de Carranza           | 3              | 1961, 1962, 2005 |
| Espanha        | Copa President                     | 3              | 1931, 1966, 1968 |
| Espanha        | Troféu Ciudad de Oviedo            | 2              | 1994, 1996 |
| REGIONAIS      |                                    |                | |
|                | Competição                         | Títulos        | Temporadas |
|                | Troféu Joan Gamper                 | 46             | 1966, 1967, 1968, 1969, 1971, 1973, 1974, 1975, 1976, 1977, 1979, 1980, 1983, 1984, 1985, 1986, 1988, 1990, 1991, 1992, 1995, 1996, 1997, 1998, 1999, 2000, 2001, 2002, 2003, 2004, 2006, 2007, 2008, 2010, 2011, 2013, 2014, 2015, 2016, 2017, 2018, 2019, 2020, 2021, 2022, 2023 |
|                | Copa Martini&Rossi                 | 6              | 1948, 1949, 1950, 1952, 1952, 1953 |
|                | Troféu Costa Brava                 | 2              | 1972, 1978 |

Legenda
 Campeão invicto